# 명덕항 (하동군)
명덕항은 경상남도 하동군 금성면 가덕리에 있는 어항이다. 2002 9월 30일 어촌정주어항으로 지정하여 관리하고 있다. 시설관리자는 하동군수이다.

## 어항 연혁
- 명덕은 밝을 명과 큰 덕자로 밝은 덕이 있을 것이라 하여 하동화력발전소가 어항 옆에 위치해 있다.

## 어항 구역
본 항의 어항구역은 다음과 같다.
- 수역: 명덕 제방 수문입구에서 동족 돌단부까지 직각으로 연결한 선내수역

## 어항 시설
- 선착장 90m

## 기본 계획
- 선착장 90m, 물양장 60m

## 주요 어종
- 전어, 농어, 숭어, 굴